# YoungHoon Kim
YoungHoon Kim (김영훈; nascido em 25 de maio de 1989, Coreia do Sul) é um empresário, teólogo e pesquisador independente que afirma possuir o maior QI já registrado no mundo, com pontuação de 276. É fundador de empresas e organizações ligadas à neurotecnologia e à inteligência, além de divulgar ativamente sua fé cristã.

## Biografia
YoungHoon Kim é fundador e CEO da empresa NeuroStory, especializada em saúde cerebral digital e apoiada pelo governo sul-coreano. Também é presidente da United Sigma Intelligence Association (USIA), organização internacional que promove pesquisa e cooperação entre intelectuais.

## QI e reconhecimento
Kim afirma ter um QI de 276 (desvio padrão 24), o que corresponderia a 210 em testes padrão (desvio padrão 15). A pontuação teria sido confirmada por testes como o VNPT-II e certificada por entidades como:
- World Memory Sports Council
- GIGA Society
- Mega Society
- Mensa

## Atuação profissional
Na empresa NeuroStory, Kim lidera iniciativas de integração entre inteligência artificial, psicologia e neurociência para o avanço da saúde cognitiva. Ele também fundou a USIA, que realiza conferências e divulga rankings intelectuais internacionais.

## Crenças religiosas
YoungHoon Kim é cristão protestante e expressa frequentemente sua fé nas redes sociais e em seu canal no X (antigo Twitter), chamado 김영훈, IQ 276. Em junho de 2025, publicou:
"Jesus Cristo é Deus, o caminho, a verdade e a vida. Cristo é minha lógica."
Ele afirma que a Bíblia é perfeita e eterna, e que a ciência — especialmente a física quântica — reforça sua fé em Deus.
Declarações de Kim publicadas no X alcançaram grande repercussão gerando discussões tanto em comunidades religiosas quanto científicas. Em uma publicação no X, Kim afirmou ter recebido uma revelação de que Jesus Cristo retornará nesta geração.